# Mesarchaea
Mesarchaea is een geslacht van spinnen uit de familie Mecysmaucheniidae.

## Soorten
- Mesarchaea bellavista Forster & Platnick, 1984